# 玉葉和歌集
『玉葉和歌集』（ぎょくようわかしゅう）は、鎌倉時代後期の勅撰和歌集である。和歌数約2800首と勅撰和歌集中最大であり、中世和歌に新風を吹き込んだ京極派和歌を中核とした和歌集として知られる。
- 本文中に引用した玉葉和歌集の和歌の歌番号は新編国歌大観に拠る。

## 概要
鎌倉時代後期、当時の沈滞した和歌のあり方に疑問を持った京極為兼は、歌を詠むにあたり、心の絶対的な尊重と言葉の完全な自由化を主張するようになった。その主張は、為兼が仕えた皇太子時代の伏見天皇と側近の文芸愛好グループに受け入れられ、京極派の和歌が始まった。伏見天皇の在位中、永仁勅撰の議と呼ばれる勅撰和歌集撰集が試みられたが、この時の撰集は挫折を余儀なくされる。しかし徳治3年（1308年）、花園天皇の即位によって伏見上皇が治天の君の座に復帰し、京極派主導の勅撰和歌集撰集計画が復活する。
京極為兼に主導された京極派の和歌は、当時の和歌の常識からは大きくかけ離れたものであったため、強い批判も浴びていた。特に和歌の家、御子左家宗家である二条為世は、京極為兼が撰者となる勅撰和歌集撰集に強く反発し、為兼と為世との間で延慶両卿訴陳状と呼ばれる激しい論争がなされた。結局、伏見上皇の院宣により、為兼が勅撰和歌集を独撰することで決着した。
京極為兼が撰んだ勅撰和歌集は、玉葉和歌集と名づけられた。全20巻、収録された歌数は21ある勅撰和歌集の中でも最大の約2800首に及び、あまりに肥大化してしまった点は玉葉集最大の欠点とされる。しかし構成的には上古から和歌集編纂当時までの名歌人、名歌を満遍なく収録し、ミスの少ない堅実なものになっており、玉葉和歌集を和歌史の中に位置づけるような構成となっている。もちろん中世和歌史に新風を吹き込んだ京極派の和歌も多く撰ばれていて、和歌史の中に京極派の歌風を位置づける構成にもなっている。
京極派主導の勅撰和歌集としては後に『風雅和歌集』が撰集されたが、観応の擾乱の影響で京極派は壊滅した。その結果、明治初期まで伝統派である二条派の歌壇支配が続くことになり、長い間、玉葉和歌集、風雅和歌集は邪道であり異端であると見なされた。しかし近代になって再評価が進み、特に迫真の自然詠に高い評価がなされている。

## 玉葉集編纂の経緯

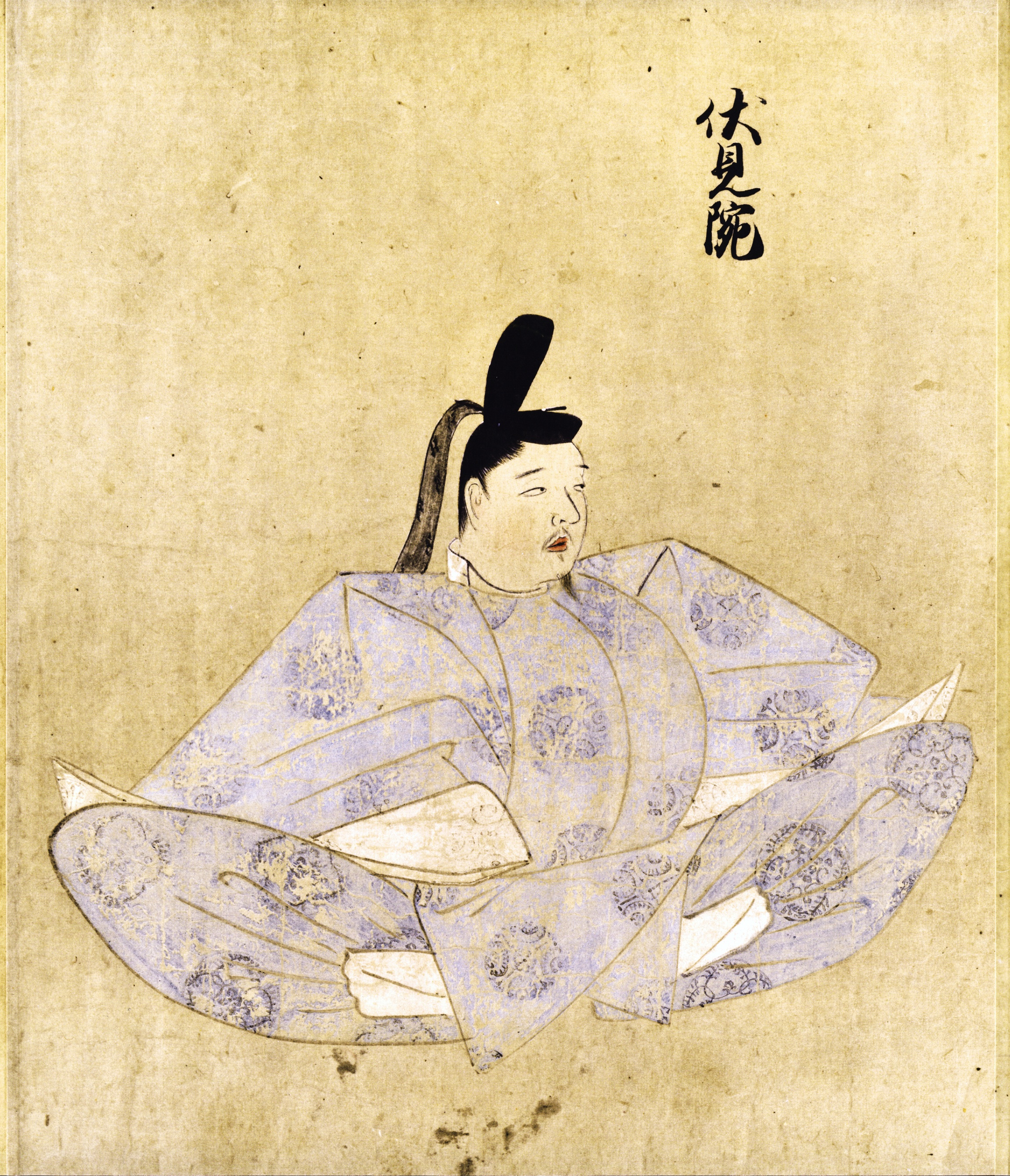
京極為兼が提唱した歌風に基づく京極派主導の勅撰和歌集撰集は伏見天皇の悲願であった。

皇太子時代の伏見天皇に仕え始めるようになった京極為兼は、言葉の解釈や故実の詮索に明け暮れ、枝葉末節に過ぎない知識のひけらかしが蔓延し、多くの規則に縛られた当時の和歌のあり方に大きな疑問を持っていた。和歌とは何か、歌を詠むべき態度、よい和歌とはどのような和歌であるかを真剣に考えるべきであると考えた為兼は、伏見天皇側近の文芸愛好グループに参加するようになった後、『為兼卿和歌抄』を著し、言葉で心を詠む当時の伝統的な和歌のあり方を否定し、事物に触れる中でおのづから動いていく心のままに歌を詠むべきで、その表現方法も自由であると主張するようになった。
朝廷が大覚寺統、持明院統の両統迭立の時代の中、為兼の主張は伏見天皇を始めとする持明院統宮廷に受け入れられ、和歌の強固な伝統を打破し、新しき和歌を創造する挑戦が始まった。そのような中、弘安10年（1287年）、大覚寺統の後宇多天皇は譲位し、伏見天皇が践祚した。持明院統の治世となり、伏見天皇は京極為兼が主導する新たな和歌観に基づく勅撰和歌集撰集を考えるようになった。

### 実らなかった永仁勅撰の議
永仁元年8月27日（1293年9月28日）、伏見天皇は二条為世、京極為兼、飛鳥井雅有、九条隆博の四名に勅撰和歌集撰集について諮問した。これを永仁勅撰の議と呼ぶ。諮問当日、天皇は病気で不参の飛鳥井雅有以外の三名に、撰集の下命は何月が良いか、下命の形式、歌を撰ぶ範囲、そして当時の勅撰和歌集撰集の際に慣例となっていた応製百首詠進の勅命はいつ下すのがよいかについて尋ねた。下命の形式は三名とも綸旨によるべきであるとし、応製百首詠進の勅命についても撰集の下命の前後どちらでも構わないと意見が一致したが、あとの二点については意見が分かれた。まず撰集の下命は何月が良いかについては、二条為世は後撰和歌集の佳例に倣って10月が良いとしたが、京極為兼はこれまでの勅撰和歌集の下命が行われた月が、特に決まりはなくばらばらであることを指摘した上で、特に決まった月に行う決まりがない以上、当月（8月）で良いとした。九条隆博は為兼の意見に賛同した。
そして和歌集撰集の根幹に関わる、歌を撰ぶ範囲については、為世はこれまでの勅撰和歌集撰集によって良い古歌はあらかた撰び尽くされているので、上古の和歌は撰ばず、それ以降の和歌から撰ぶのがよいとした。一方、為兼は天皇は古風を尊んでおられるので、上古の和歌も対象とすべきであると主張した。ここでも隆博は為兼の意見に賛同し、結局二条為世と京極為兼の対立点はともに為兼の意見が通り、即日、これまで勅撰集に撰ばれなかった上古以来の和歌を撰ぶよう、勅撰和歌集撰集の綸旨が下された。また撰者も伏見天皇が諮問した二条為世、京極為兼、飛鳥井雅有、九条隆博の四名に命じられた。その後冷泉為相は自らも撰者に加わりたいと自薦し、二条為世は撰者を辞退し、冷泉為相を厳しく批判した上で自らの息子である二条為道が撰者にふさわしいと推薦したが、冷泉為相、二条為道とも撰者に加わることはなかった。
この伏見天皇の勅撰和歌集撰集の経緯は、天皇が寵臣京極為兼が主導する形での勅撰和歌集撰集を実現するため、為兼と相談の上、仕組んだものと考えられている。もちろん京極為兼単独で撰集する形がベストであったが、為兼は和歌宗家の御子左家庶流の一人であり、単独での撰者とするには無理があった。そこで和歌宗家の御子左家嫡流の二条為世を撰者の筆頭に立てながら、為兼とともに、当時、歌道の長老であった飛鳥井雅有、九条隆博の二名も撰者に加えることによって二条為世の動きを封じ込め、伏見天皇、為兼の思うような和歌集を作りあげようと考えたものとみられる。実際、天皇の諮問についての為兼、為世の対立点は全て為兼の意見が通っていることや、諮問後即座に勅撰和歌集撰集の綸旨が下されたことからもそのように推察できる。
しかしこの時の勅撰和歌集撰集の綸旨は実ることがなかった。まず応製百首詠進の勅命が下されることはなかった。これは永仁期頃は京極為兼が主導する京極派の和歌の実力が低く、応製百首の実現に堪えられなかったのではとの説と、百首詠進の命を下す手続きに手間取っているうちに機を逸してしまったのではとの説がある。また歌道家の間では為兼に対する批判が高まっており、永仁3年（1297年）には、京極為兼の和歌を痛烈に批判した歌論書、『野守鏡』が書かれた。
そうこうしているうちに、永仁4年5月15日（1296年6月17日）、京極為兼は権中納言を辞任して籠居し、永仁6年1月7日（1298年2月20日）六波羅探題により拘引された。そして永仁6年3月16日（1298年4月28日）には佐渡島に遠流となった。勅撰和歌集編纂の中核を担うべき京極為兼の失脚、流罪とともに、永仁6年には撰者の一人、九条隆博が亡くなり、また為兼の後ろ盾であった伏見天皇が譲位して後伏見天皇が即位し、それに伴い皇太子は大覚寺統の後宇多上皇の皇子である邦治親王となった。これにより持明院統から大覚寺統に政権が交代することは既定路線となった。そして正安3年（1301年）には後伏見天皇が譲位し、伏見上皇は治天の君の座を離れて大覚寺統の世となり、同年には撰者の飛鳥井雅有が亡くなった。こうして永仁勅撰は挫折を余儀なくされた。
永仁勅撰の議は挫折を余儀なくされたが、もしこの時、伏見天皇と京極為兼のもくろみ通りの勅撰和歌集撰集に成功したとしても、当時の為兼や伏見天皇の和歌の水準はまだまだ未熟であり、これまでの勅撰集とさして変わり映えがしないか、むしろただ伝統を破壊しただけの中途半端なものに終わったと考えられる。流罪となった京極為兼、そして治天の君の座を離れた伏見上皇を中心として、妃の永福門院ら、為兼の歌風を信奉する持明院統宮廷グループは、再起を期して和歌の研鑽を深めていった。

### 雌伏の時に結実した京極派和歌
永仁6年（1298年）に京極為兼が佐渡に流刑になり、伏見天皇の譲位と後伏見天皇の即位、そして大覚寺統の邦治親王が皇太子となり、大覚寺統に政権が交代する流れとなった。これまで順調であった持明院統にとって試練の時代が始まったが、和歌の革新を主導していた為兼の不在にもかかわらず、伏見上皇、永福門院を中心とした宮廷グループは頻繁に歌合を催し、為兼の主張した「心の絶対的尊重」、「言葉の完全な自由化」という理念に基づく和歌の完成を目指した。佐渡に流刑中の為兼も、京都で行われた持明院統宮廷グループの歌合記録の送付を受け、批評を行っていたと考えられている。伏見上皇、永福門院を中心とした持明院統宮廷グループは、上皇、女院以外は少数の廷臣と女房のみで構成された閉鎖的なグループであり、不遇の時期、閉鎖的な少人数間の切磋琢磨によって京極派の歌風は次第に磨かれていくことになる。
正安3年（1301年）には、後伏見天皇の譲位、後二条天皇の践祚により、大覚寺統の後宇多上皇が治天の君となった。その後、持明院統、大覚寺統は後二条天皇の皇太子を誰にするかで争い、双方とも鎌倉幕府に激しく働きかけたが、幕府は持明院統の後伏見天皇の弟である富仁親王を選び、皇太子となった。政権を失った伏見上皇らは持明院統の人たちは、富仁親王の即位、政権の座への復帰を目指すことになる。
乾元2年（1303年）閏4月、鎌倉幕府の赦免により、京極為兼は流刑地の佐渡から京へ戻った。為兼の帰京直後の乾元2年閏4月29日（1303年6月15日）には、伏見上皇、後伏見上皇、永福門院らが参加し、為兼を和歌師範とした歌合が催された。この歌合で、伏見上皇、永福門院らは実に見事な和歌を詠んでおり、自らの目で見、感じたことが心に響く中で生まれた言葉で歌を詠むという京極派の和歌は、突如として見事に花開いた。内容的にはむしろ師範である為兼の和歌が遅れをとっており、進境著しい同志たちの姿を目の当たりにした為兼自身も、更に和歌に精進していくことになる。乾元2年閏4月29日歌合の後、為兼は持明院統の和歌師範として精力的に活動していく。
ところで大覚寺統の治世となった直後の正安3年（1301年）、二条為世は後宇多上皇から勅撰和歌集の撰集の下命を受けていた。この和歌集は『新後撰和歌集』と名づけられ、京極為兼の帰京後の嘉元元年12月19日（1304年1月26日）に奏覧された。奏覧前日、為兼は後宇多上皇の御所に参上し、上皇の側近を通じて為世の撰集について、能力がないのにもかかわらず撰者父子の歌を多く撰びすぎであり、和歌の奥義を極めた自分の歌が少なすぎるとの抗議を上皇に伝えるよう依頼した。当時の歌壇の実情から見て、新後撰和歌集の歌数は二条為世、京極為兼ともに妥当な線であったと考えられるが、為兼としては自己の立場を強くアピールすることが必要であったと考えられる。
京極為兼の帰京後、持明院統宮廷の京極派和歌は高揚期を迎えた。和歌師範でありながら他の京極派メンバーよりも実作で遅れを取った感があった為兼も、嘉元年間（1303年 - 1305年）には見事な和歌を詠むようになった。こうして京極派和歌はようやく確立期を迎えることができた。そのような中、伏見上皇は後二条天皇の譲位と自らの皇子である皇太子富仁親王の即位を目指し、鎌倉幕府への働きかけを強めた。上皇の股肱の臣であった為兼は、幕府への働きかけの中核を担っていたと推測されている。またこの間、京極為兼は挫折を余儀なくされた永仁勅撰の議のリベンジを果たすべく、撰集作業を進行させていたと考えられている。そして徳治3年8月25日（1308年9月10日）、後二条天皇が崩じ、翌日、皇太子富仁親王が践祚した。伏見上皇が治天の君の座に復帰して待望の持明院統の世となり、今度こそ勅撰和歌集撰集を成し遂げようとする中、為兼は和歌宗家である二条為世と激突することになる。

### 勅撰集編纂計画の再燃と延慶両卿訴陳状
自ら院政を行う身となった伏見上皇は、早速挫折した勅撰和歌集撰集の再開を目指した。もちろん上皇の寵臣、為兼もまた和歌集撰集に向けての作業を進めた。為兼としては、永仁勅撰の議の際に撰者となった四名のうち、二条為世は撰者を辞退し、飛鳥井雅有、九条隆博の両名は死没したため、残る撰者である自分が一人で撰集を担うのが当然であるとの意識であった。京極為兼が単独で勅撰和歌集撰集作業を進行させているとの噂は、延慶2年（1309年）末頃には二条為世、冷泉為相の耳に入った。噂を聞きつけた両名は、早速自らが撰者になることを目指し運動を開始した。
延慶3年1月21日（1310年2月21日）、二条為世の使者として為世の二男である二条為藤が為兼のところへ出向き、勅撰和歌集撰集について尋ねた。為兼は為藤に対して、「為世は永仁勅撰の際、撰者となったがその後辞退している。今さら何を言うのかというところだ。こちらは既に歌を撰び終わり、これから清書させて奏覧を待つばかりであり、清書用の色紙についてももう考えている」。と語った。その上で、もし為世や為相が勅撰和歌集撰集について意見があるのならば、早急に申し出てみたらどうかと続けた。
二条為世は早速、延慶3年1月24日（1310年2月24日）、為兼のことを勅撰和歌集の撰者としてふさわしくない人物であると厳しく批判し、自らが撰者たるべき旨の訴状を伏見上皇に捧げた。為世はまた鎌倉幕府にも書状を送り、自らの主張の正当性をアピールした。一方為兼は冷泉為相に経過を書状で伝えたところ、延慶3年1月28日（1310年2月28日）、為相も自らが撰者に加えられるよう申し立てた。ただし為相は為世のやり方を厳しく批判して為兼の肩を持ち、為兼とともに自らも撰者となりたいとの姿勢であった。そのような中、永仁勅撰の議で撰者の一人に選ばれた九条隆博の子息の九条隆教も、撰者に立候補した。
当時、冷泉為相は経済的に厳しく、争論に力を割き続ける余裕がなかった。結局、勅撰和歌集撰者として誰がふさわしいかという争いは、京極為兼と二条為世の二名の対決という構図となった。当時、公家法による裁判は原告、被告ともに三問三答といって書状による申し立てを三回ずつ応酬するという形式であった。延慶3年1月24日（1310年2月24日）の為世による訴え（訴状）で開始された裁判は、延慶3年7月13日（1310年8月8日）の為兼の三回目回答（陳状）の提出まで、双方三回の主張の応酬となった。
二条為世、京極為兼間の争点は、以下の4点に整理される。
- 永仁勅撰の議の際になされた撰者任命はまだ有効性が残っているか否か。
- 流刑の罪科を受けたことがある人物が撰者になり得るのか。
- 和歌の家の嫡流ではない人物に撰者の資格があるのか。
- 勅撰和歌集撰集という大事業を成し遂げるために必要な口伝についての伝授を受け、参考となる文献を所持しているのは誰であるか。

二条為世は永仁時の撰者任命は失効しており、流刑の前科を持つ者が撰者となるべきではないと主張した。一方京極為兼は流罪から赦免され、青天白日の身となって復帰した以上、過去に流罪になったことは勅撰集撰者として全く問題ないとした。もちろん永仁勅撰の議の撰者任命は有効であり、唯一残った撰者として撰集を進めることは当然であるとした。
両者は、第三、第四の争点で最も激しく対立することになる。二条為世は藤原俊成、藤原定家、藤原為家という大歌人を生み出してきた御子左家の嫡流であることを強調し、勅撰和歌集撰集のノウハウの伝授を受け、参考文献についても豊富に所持していると、御子左家嫡流の権威を全面に押し立ててきた。一方為兼は庶子の出自で撰者となった例として新古今和歌集での寂蓮などを挙げ、そもそも藤原俊成、藤原定家とも当初からの嫡子でなく、後になって嫡子に定められたことを指摘して力量が優れた者が撰者となるべきとし、また自分こそ祖父為家から和歌の口伝、参考文献を受け継いでいると主張した。二条為世、京極為兼とも訴訟に全力投球したが、結局両者の争いは、出自、所持している文献、口伝等の誇示、そして相手の言い分の揚げ足取りが中心の感情的な泥仕合となってしまった。歌論についての争いは副次的なものに止まり、どのような和歌を詠むべきか、そして勅撰和歌集はどのようなものであるべきかであるという方向での論議は深まらなかった。
三問三答を経て、伏見上皇は判決を下すことになる。上皇としてはもちろん京極為兼勝訴の判決を下したかったものの、二条為世は将軍、執権の歌道師範を名乗っており、慎重な対応が必要であった。一時期上皇は京極為兼、二条為世、冷泉為相の三名それぞれに撰集をさせ、複数の集を出してみるのはどうかとの案も考えたが、結局、勅撰和歌集は“勅撰”である以上、治天の君の考えに従って撰ぶのが筋であり、伏見上皇は近臣の意見を聞き、鎌倉幕府の了解も取った上で応長2年5月3日（1311年5月21日）、京極為兼一人に勅撰和歌集撰集の院宣を下した。

## 内容

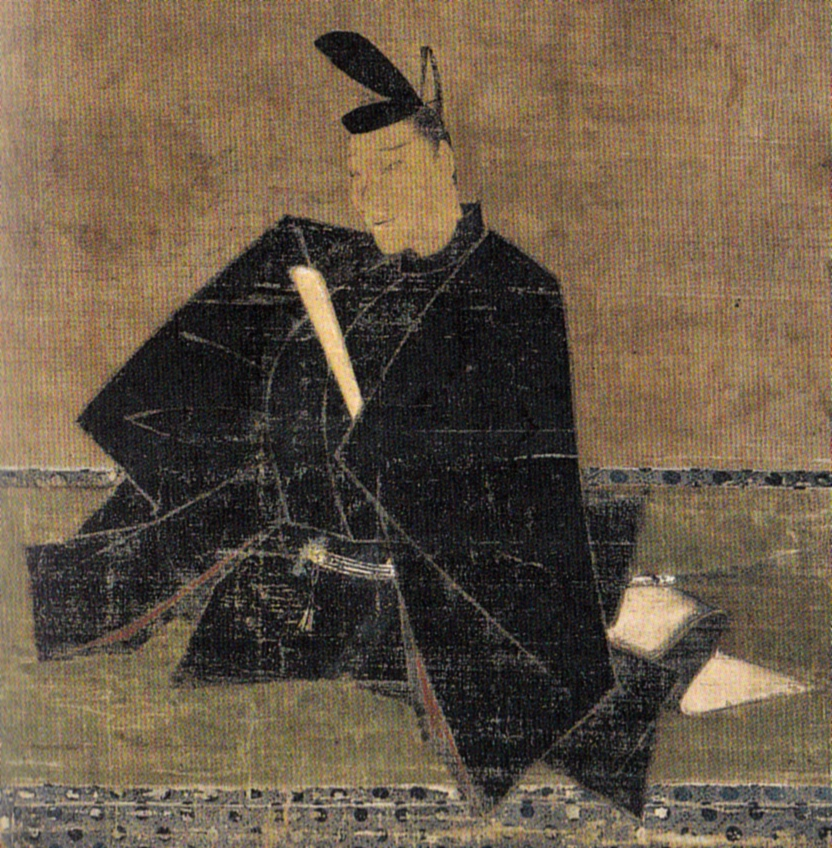
玉葉和歌集では藤原定家ら過去の大歌人の和歌を多く撰んでいる。

京極為兼独撰となった伏見上皇下命の勅撰和歌集は、正和元年3月28日（1312年5月5日）、玉葉和歌集と題され奏覧された。和歌集の骨格は正和元年3月の奏覧時には完成していたが、奏覧後、翌正和2年にかけて推敲作業が続けられ、伏見上皇、京極為兼がともに出家した正和2年10月17日（1313年11月6日）までに、最終的に完成したものと考えられる。
玉葉和歌集は全20巻、部立は春上、春下、夏、秋上、秋下、冬、賀、旅、恋一、恋二、恋三、恋四、恋五、雑一、雑二、雑三、雑四、雑五。釈教、神祇である。伝本により総歌数に多少の違いは見られるが、約2800首の和歌を納め、これは全勅撰和歌集最大の規模である。部立を他の勅撰和歌集と比較すると、四季、雑の分量が多く、恋の比率が低くなっている。また名称についても、これまでの勅撰和歌集では羈旅という部立となっていたものを、旅という名称とした点が特徴的である。
また、玉葉和歌集には序文が無い。これは撰者京極為兼に漢詩文の教養が不足していたことが原因とされている。
最多入集歌人は下命者であり、実力派歌人でもある伏見上皇で93首、以下藤原定家69首、西園寺実兼60首、京極為兼の姉である為子60首、藤原俊成59首、西行57首、藤原為家51首、永福門院49首、撰者為兼36首、和泉式部34首、西園寺実氏31首、従二位親子（北畠親子）30首、慈円27首、紀貫之26首、柿本人麻呂24首、宗尊親王22首、鷹司基忠21首と続く。当時権勢を誇った西園寺家の西園寺実兼が三位であるのは権門であることを考慮したことはもちろんであるが、実力ある歌人でもあり、決して無理のある扱いではない。これは西園寺実氏、鷹司基忠についても当てはまる。その他、和泉式部、柿本人麻呂、紀貫之といった歴史に残る大歌人を尊重し、撰者京極為兼の祖であり御子左家の生んだ大歌人である藤原定家、藤原俊成、藤原為家の大量入集も、その高い実力から見て不自然ではない。京極派歌人の扱いについても永福門院、京極為兼の姉である為子、従二位親子ともに高い実力を備えた歌人であって、妥当な扱いである。その中で撰者為兼が36首というのはやや抑え気味である。総じて実力派歌人をその実力に従って評価しているところが見て取れる。
しかし入集数が少ない歌人に目を移してみると、党派性が顔を覗かせるようになる。二条派については二条為氏16首、為世10首あたりはまだ大きな問題がある待遇とは言えないが、その他の歌人の多くは前勅撰集である新後撰和歌集の入集数から激減しており、冷遇が目立つ。京極派についても、まだ10台半ばである花園天皇の和歌を12首も撰んでいるなど、当時、二線級であった歌人の優遇が際立っており、延慶両卿訴陳状の時に為兼に肩入れした冷泉為相など、冷泉家の歌人の優遇も目立つ。一方、飛鳥井家、九条家など他の歌道家の扱いは基本的に公平であった。
玉葉和歌集は鎌倉時代から室町時代にかけての他の勅撰和歌集と比べて、当代歌人よりも過去の歌人を重視した編集が見られ、過去の歌人の中でも和歌史上に残る大物歌人の歌を多く取り上げている。またやはり他の勅撰和歌集よりも女性歌人の比率が高いことも特徴の一つとして挙げられる。これは玉葉集の中核をなす京極派は持明院統宮廷の歌人グループであるため、宮廷の女性歌人の和歌を多く採用したことが要因と考えられるが、過去の大物女性歌人の和歌の積極的な採用も目立っている。女性歌人が平安王朝時代の和歌に大きく貢献していたことを考えると、和歌史に残る大物歌人の作品を多く撰んだことと合わせて、玉葉集の撰集を和歌史の中に位置づけようとした撰者為兼の意図が見て取れる。
また続後撰和歌集以降、勅撰和歌集編纂に先立ち勅命によって詠進を求められるようになった応制百首は、玉葉集の場合求められることがなかった。これは玉葉集の編集を、撰集を下命した伏見上皇、撰者の京極為兼ともに作業を急いだことに原因があると考えられる。先述のように玉葉集の撰集までには、延慶両卿訴陳状のまさに泥仕合が繰り広げられた。訴陳状の問題が何とか片がつき、ようやく持明院統と京極派に有利な情勢となったのを見て取った伏見上皇と京極為兼は、一気に勅撰集の撰集を進めることにした。そのため京極為兼に撰集が命じられてから、わずか10ヶ月で玉葉和歌集の奏覧にまでこぎつけている。つまり応制百首の詠進を求めることによって撰集作業が遅延することを恐れたものと見られる。
急ピッチで撰集作業を進めた玉葉集であるが、編集上のミスは少なく、形式も良く整っている。もちろんこれは永仁勅撰の挫折後、延慶両卿訴陳状の騒動の最中も、京極為兼が撰集作業を着々と進めていたためと考えられる。撰者の為兼としては、和歌史の流れの中に位置づけられる、堅固な構成を持つ勅撰和歌集を撰集することによって、己が主導する京極派の正当性を誇示する狙いがあったと考えられる。

### 構成の工夫

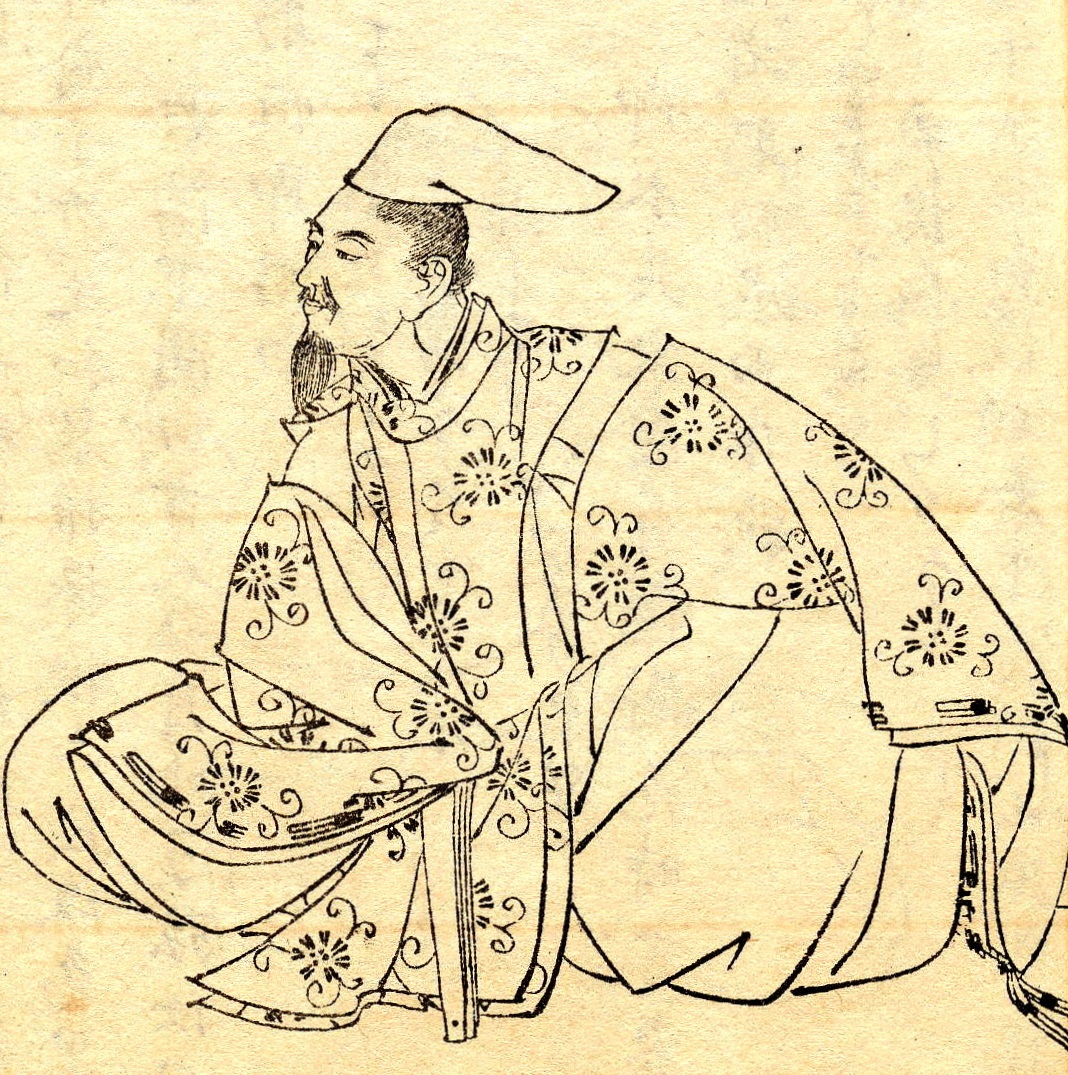
玉葉和歌集では、歌聖と崇められながらこれまで勅撰和歌集の巻頭に選ばれていなかった紀貫之の和歌を和歌集の巻頭に置いた。

玉葉和歌集は21ある勅撰和歌集の中で最大の、約2800首の和歌を集めている。玉葉集以前の最大の勅撰和歌集は新古今和歌集であったが、1900首あまりであり、玉葉集は800首以上も多い。あまりに多くの歌を集め、肥大化してしまった点は玉葉集最大の欠点とされ、後述する構成上の工夫、沈滞した中世和歌の世界に新風を吹き込んだ京極派和歌の存在、そしてこれまで省みられることがなかった名歌の発掘など、多くの長所が霞んでしまうことに繋がった。これは歌の削除よりも増補に力を入れた撰者京極為兼を、単独の撰者であったがゆえに誰もストップをかけられなかったことに起因していると考えられる。
しかし玉葉和歌集はあまりに多くの和歌を集めすぎ、肥大化してしまった点を除くと、構成的に多くの工夫が見られる。まず全20巻の巻頭、そして巻軸和歌の作者の選択である。特に和歌集の第一巻の巻頭和歌、つまり和歌集最初の和歌の作者として、歌聖と呼ばれながらもこれまで勅撰和歌集の巻頭に選ばれたことがなかった紀貫之の和歌を据えた。一巻の巻軸以降についても、万葉集、古今和歌集以降の三代集、後拾遺和歌集以降千載和歌集まで、新古今和歌集、新勅撰和歌集以降と、各時代から満遍なく実力派の歌人を選び出しており、玉葉集撰集時の当代歌人についても伏見天皇、京極為兼、京極為子、西園寺実兼などやはり実力派を充てており、前後の勅撰集から見てもぬきんでた歌人を選んでいる。
もちろん作者ばかりではなく、実際の撰歌にも工夫が見られる。巻四秋歌上の巻軸歌には、京極派を代表する情景歌の傑作の一つとされる伏見天皇の
を据え、続く巻五秋歌下の巻頭歌には、万葉集を代表する傑作の一つとされる天智天皇の
を載せており、玉葉集当代の京極派の傑作と万葉集の傑作とを鮮やかに対比させている。
玉葉集第一巻の巻頭和歌、つまり最初の和歌は紀貫之の作品を撰んだことは先に触れたが、これは
という、大晦日と元日とでは全く違うように見えるのは、皆の心の中に春が立つからであるという内容の、京極為兼が唱える心の絶対的な尊重に合致したものであり、また千載和歌集以降、立春の喜びは霞を詠むことで表現するという約束事を打破したものでもあった。結果として玉葉和歌集最初の和歌に歌聖紀貫之の歌を据えて和歌集に重みを加えるとともに、因習の打破、そして自らが主導する京極派の歌風を高らかに宣言したものとなっている。
その他、春上から始まり冬で終わる四季部、恋一から始まり恋五で終わる恋歌、雑一から始まり雑五で終わる雑歌については、それぞれの最初の歌と最後の歌に関連を持たせていると見られる。これらのことから為兼はまず和歌集全体の枠組みを考え、各部の巻頭、巻軸歌を決めた後に個々の歌の配列を決めていったものと推測されている。

### 京極派の新風
撰者京極為兼が創始し主導した、沈滞した中世和歌に新風を吹き込んだ京極派の和歌ももちろん玉葉和歌集の中に紹介されている。京極派和歌の研究者として知られる岩佐美代子の分析によれば玉葉和歌集全体で、京極派の歌人は56名（約7.5パーセント）、京極派の作品は583首（約21パーセント）である。
為兼は御子左家嫡流の二条派によって牛耳られ、多くの規範によって表現の幅を狭められた上に、うるわしい言葉でうるわしい情景を詠むのをよしとした当時の和歌のあり方を厳しく批判し、心の絶対的な尊重と言葉の完全な自由化を強硬に主張し続けた。和歌の世界に強固に根付いた因習に真っ向から勝負を挑んだ為兼には、当然のように激しい批判が浴びせかけられたが、その歌論は伏見天皇を始めとする持明院統の宮廷に受け入れられ、切磋琢磨の末に真に高い芸術性を兼ね備えた京極派の和歌が確立された。完成期の京極派の和歌には心の絶対的尊重、言葉の完全な自由化という為兼の主張が貫かれていた。先述の巻四秋歌上の巻軸歌である伏見天皇の歌の他にも
京極派和歌の独壇場とされる迫真の自然詠の一つで、明暗の対比、光線、そして空気感を捉えた、撰者為兼の最高傑作とされる
京極派最高の歌人とされる永福門院の、聴覚から視覚への場面展開とそれに伴う時間経過の描写が見事な
心の尊重を掲げた京極派和歌の一典型である、観念を直接的に詠いあげた京極為兼の
鎌倉幕府との政治的交渉の為に往復した東海道の旅、そして佐渡への配流体験が息づく、鎌倉時代の旅歌の白眉と評価される京極為兼の
などが挙げられる。
京極派の和歌は、他の平安時代から鎌倉、南北朝、室町期の和歌と比較して、縁語、掛詞などといった技巧が目立たず、とりわけ迫真の自然詠に高い評価がされている。しかし京極派の自然詠は単に自然をそのまま詠んだものではなく、京極為兼が説いた心の絶対的尊重に基づき、研ぎ澄まされた感覚で捉えた対象を、心の中で再構築して歌としたものであり、心の動きを第一に据えている点から見れば、観念を直接的に詠い上げた歌や心理分析的な恋歌など、他の京極派の特徴的な和歌と根本を同じくしている。しかしその心の絶対的尊重という態度は往々にして、心を精緻に述べすぎて難解となってしまうという欠点も生んだ。

### 埋もれていた傑作の発掘
玉葉和歌集を評価する上で欠かすことが出来ないのが、これまで省みられることがなく埋もれていた傑作和歌を積極的に発掘した点である。先述の万葉集を代表する傑作である天智天皇の和歌を撰んだのがその典型例である。天智天皇の和歌は、これまで後撰和歌集、新古今和歌集にも撰ばれていたが、後撰集のそれは天智天皇作とは断定できないもので、新古今集の和歌も代表作とは言いがたいものであった。天智天皇の和歌以外にも、大津皇子、湯原王、鏡王女、笠郎女らの秀歌も撰んでおり、撰者京極為兼の万葉集理解のレベルが高かったことがわかる。
その他にも
建礼門院右京大夫を代表する名歌で、星の美しさの発見が光る
これまでの勅撰和歌集から漏れていた和泉式部の傑作である
藤原定家の作で、どうしようもない夏の暑さを詠んだことで知られるが、当時の和歌の常識では評価されなかった
征夷大将軍の座を追われ、失意のうちに京に戻った宗尊親王の憂愁に満ちた旅の歌を、やはり失意の中、流刑先の佐渡への旅を体験した撰者為兼が評価した
などが挙げられる。

### 京極派のまなざしから撰んだ和歌
勅撰和歌集最大の約2800首の和歌を撰んだ玉葉和歌集には、京極派以外にも多くの同時代の人々の作品を撰んでいる。撰者京極為兼と対立する二条為世らの作品、また勅撰和歌集が持つ宿命である政治的配慮のために入集の必要性がある北条貞時ら鎌倉幕府要人の和歌、そして無名の群小歌人の歌に至るまで、京極派の視点から見どころのある作品を撰びだし、きちんとした編集意図の元、配列させている。
先述のように玉葉和歌集全体から見て、京極派歌人は約7.5パーセント、歌数から見ても約21パーセントと、決して京極派が多数を占めている和歌集ではない。しかし京極為兼は単に京極派歌人の作品ばかりではなく、万葉集以降の過去の名作を積極的に発掘し、また玉葉集撰集当時の和歌からも、京極派に属す、属さない、作者の有名無名に係わらず、自らの歌論を裏付けるような作品を撰び出し、それらを考え抜かれた構成に基づいて配列して一個の和歌集として完成させた。もちろんあまりにも作品数が多すぎ、構成上の工夫など多くの長所が目立たなくなってしまった欠点は否定できないものの、玉葉和歌集はまぎれもない京極派の勅撰和歌集として完成した。
中世和歌に新風を吹き込んだ京極派の創始者であり指導者であった京極為兼が撰者となった玉葉和歌集は、京極派を和歌史の中に位置づける意図の下、万葉集の時代から和歌集撰集当時までの多くの和歌を、京極派の視点で撰び、編集された。岩佐美代子は玉葉和歌集を大柄で格調高い和歌集と評価しており、前後の二条派撰集の勅撰和歌集ばかりではなく、後に撰集された玉葉集以外唯一の京極派勅撰和歌集である風雅和歌集と比べても、その大らかさ、明るさ、豊かさは抜群のものがあるとしている。

## 影響

### 当時の批判
玉葉和歌集は当時歌壇の中心であった二条派の歌風からすると、異端であるとしか言いようがないものであった。当然、玉葉和歌集はその歌風に反対する人々から激しい批判にさらされることになった。反論の中でも正和四年（1315年）8月に執筆されたと伝えられる、歌苑連署事書の批判が良く知られている。
歌苑連署事書はまず玉葉和歌集という名前が、玉は砕けやすく葉はもろいものであると和歌集の名前から厳しく批判した。続いて巻頭歌の紀貫之の和歌が巻頭にふさわしくないものであるとした。
先述の藤原定家作の
もやり玉に挙げられており、過去の大歌人の歌であっても撰んでよい歌と悪い歌があるのに、よく吟味もせずにこのような相応しくない歌を撰んだと論難した。
撰者為兼の和歌も批判の俎上に挙げられており、例えばやはり先述の
は、上の句は説明があまりに詳しすぎであり、反面下の句はごく当たり前のことを言っており何が主題なのかわからないと批判し、
については、幼児の作った歌というべきであり、『暮れぬか』という口語的な表現は幼児の言葉のようだとまで酷評している。
歌苑連署事書の著者の主張は、勅撰集は美しい風物を美しい言葉で詠んだ、伝統的な優美な和歌を撰ぶべきであるという点にある。その主張に反した玉葉集に対する批判は当然厳しいものになったわけであるが、歌の取捨選択をきちんと行わず、和歌数が多すぎるとの批判以外はおおむね言いがかりに近いものであるとされている。しかし当時の和歌の主流から見ると、それは当然の批判であった。鎌倉時代後期、京都の宮廷社会にはまだ革新的な京極派を生み出すエネルギーが残されていた、しかしその新しい動きを拒絶する勢力もまた強力であった。こうした革新的なものと守旧的なものとの間の激しいつばぜり合いは、鎌倉時代後期の時代性を反映したものであると言える。

### 風雅和歌集への道

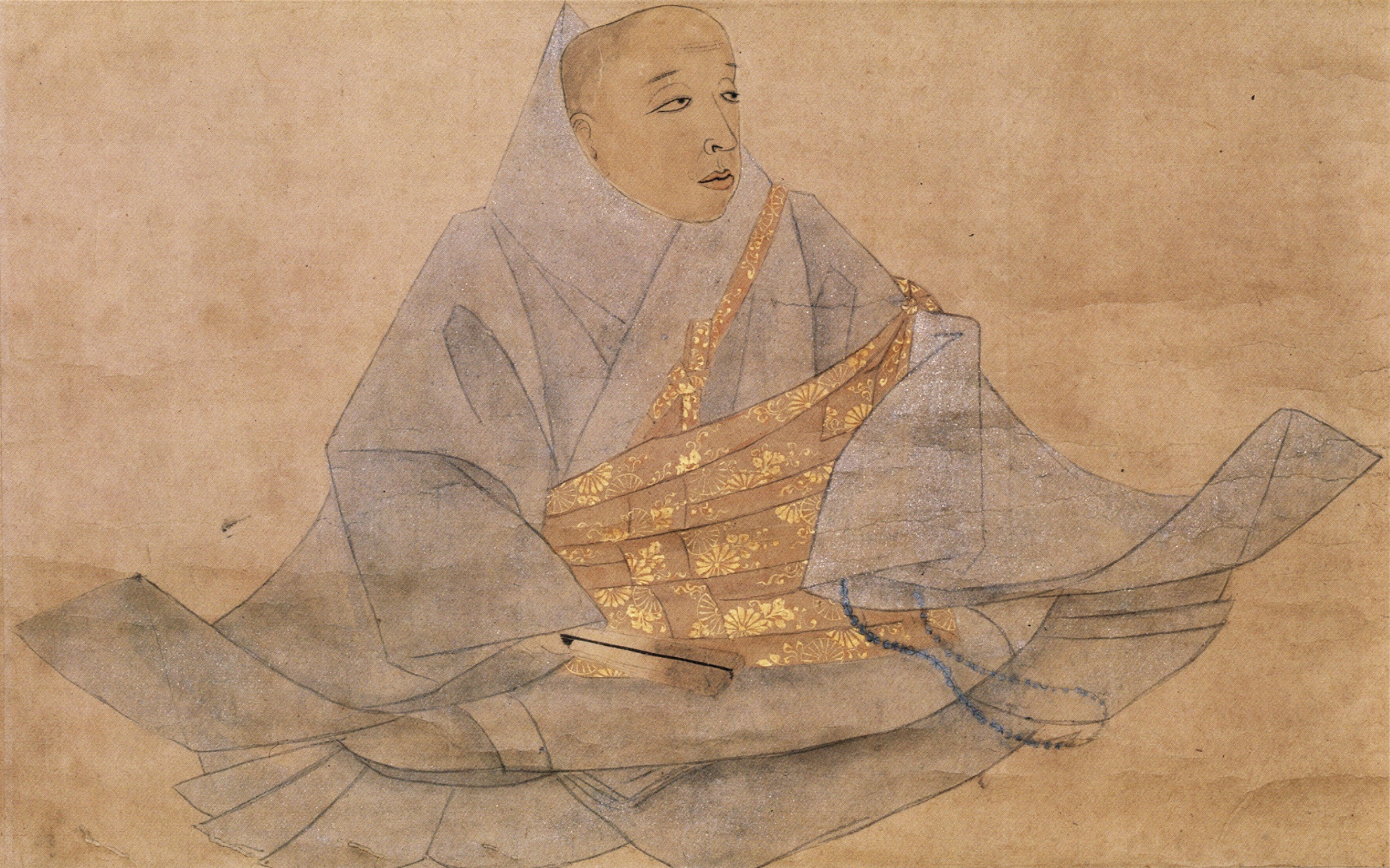
花園天皇は玉葉和歌集以降の京極派の和歌を牽引し、後年風雅和歌集を監修した。

正和4年12月28日（1316年1月23日）、鎌倉から上京した東使である安東重綱に率いられた六波羅の兵士数百名が京極為兼を逮捕した。為兼の逮捕を見て、二条為世の門弟たちは和歌の邪議を広めたからであると批判したが、罪状は和歌とは基本的に関係はなく、為兼が政治への過度の介入を続けたことが問題視されたものであった。為兼は翌月には土佐国へ流罪となり、流罪を前に、和歌に関する多くの文書を花園天皇に託していった。
伏見法皇の股肱の臣である京極為兼が、再び逮捕、そして流罪となったことは持明院統にとって大きな打撃となった。その上、為兼の過度の政治介入を抑制しなかったと見なされた伏見法皇は幕府に対して弁明に努める中、体調を崩していき、文保元年9月3日（1317年10月8日）崩御した。権臣為兼の失脚そして遠流に加え、持明院統の中核であった伏見法皇の崩御によって、京都の政界地図は一気に大覚寺統有利となっていった。文保2年（1318年）2月、花園天皇は譲位して皇太子尊治親王が践祚し、大覚寺統の世となった。しかも今回は皇太子も後二条天皇の皇子邦良親王と大覚寺統から選ばれ、持明院統は極めて不利な立場に追いやられた。
京極為兼は学究肌の花園天皇と親しく、花園天皇も為兼の歌風を正道として生涯支持し続けた。また永福門院が京極派の和歌、そして逼塞状態の持明院統の支えとなった。大覚寺統の世になって元応2年（1320年）二条為世が撰者となった続千載和歌集撰集の際、為世が永福門院の和歌を改作したことに怒り、続く正中2年（1325年）、二条為定撰の続後拾遺和歌集撰集の際には、亡夫伏見天皇が夢枕に出て「一首も歌を提出すべきではない」と戒めたと語った。その結果、続後拾遺和歌集内に京極派歌人の和歌は極めて少ない。
そのような中、後醍醐天皇が倒幕計画を疑われた正中の変が起こり、大覚寺統の立場が悪くなるのに比して持明院統の立場は改善してきた。正中3年（1326年）3月、皇太子邦良親王が薨じ、持明院統の量仁親王が皇太子となった。花園上皇は持明院統の次世代を担うことになる甥の量仁親王の教育に心血を注ぎ、花園上皇を通じて京極派の歌風は量仁親王に伝えられた。
その後、世は元弘の乱、鎌倉幕府の滅亡、建武の新政、そして南北朝の分裂と、激動の時代を迎えた。その中で情勢がやや落ち着いていた貞和2年（興国7年、1346年）、京極為兼の創始した京極派の歌風を守り続けた花園法皇監修、光厳上皇親撰により、風雅和歌集が編纂された。風雅集は心の絶対的尊重、言葉の完全な自由化という京極為兼の主張をしっかり守り育ててきた京極派和歌の成果であった。
風雅和歌集は京極派和歌の集大成と評価される和歌集であり、京極派の勅撰和歌集である玉葉和歌集、風雅和歌集は「玉葉風雅」と、一体のものとして評価されるようになった。

### 異端視された玉葉、風雅集と近代以降の研究と復権
風雅和歌集の最終完成を前にして花園法皇が崩じ、風雅集の完成後まもなく勃発した観応の擾乱の中、光厳上皇が南朝に拉致されたことによって京極派は指導者を失い、壊滅していった。その後長い間、和歌の世界は伝統派である二条派の支配が続き、京極派は異端視された。江戸時代に至っても玉葉集、風雅集の和歌は異端であるとの見方が大勢であり、本居宣長も玉葉、風雅の風体は甚だ悪く、かりそめにも学ぶべきではないと酷評している。しかし江戸期には少数派ながら戸田茂睡、松平定信、北川真顔ら、玉葉集、風雅集を評価する声も出てくるようになっていた。
近代に入り、正岡子規、与謝野鉄幹らによる和歌の革新運動の中にあっても、当初、玉葉集、風雅集の存在は忘れ去られており、鎌倉時代から室町時代にかけては文学の暗黒時代のように見られていた。明治末期になって、まず藤岡作太郎が玉葉集、風雅集、そして京極派の和歌を評価した。大正時代になると福井久蔵、そして与謝野鉄幹も京極派の和歌を評価するようになった。とりわけ折口信夫、土岐善麿が玉葉和歌集、風雅和歌集を高く評価し、折口は「短歌の本質といふものは、実は玉葉、風雅に、完成して居たのである」と激賞した。これは京極派和歌の中でも特に自然詠が近代人の共感を呼ぶものであり、その結果、近代になって本格的に復権が可能となったものと見られている。
明治末期の藤岡作太郎による玉葉和歌集、風雅和歌集を中心とした京極派の再評価開始後、大正から昭和にかけて多くの研究者による様々な方面からの研究が深化していった。戦後になっても活発な研究は続いており、広く研究成果が発表され続けている。

## 伝本
玉葉和歌集には主に13の伝本がある。各伝本間には相違が見られるが、おおむね武雄市教育委員会蔵鍋島文庫本、宮内庁書陵部蔵禁裏本の系統と、宮内庁書陵部蔵飛鳥井雅章筆本、宮内庁書陵部蔵吉田兼右筆本の二系統に分かれる。各伝本を比較すると、撰集初期の形態の伝本であると考えられるのが武雄市教育委員会蔵鍋島文庫本、宮内庁書陵部蔵禁裏本の系統であり、整理、推敲の結果、最終的に宮内庁書陵部蔵飛鳥井雅章筆本、宮内庁書陵部蔵吉田兼右筆本の形態になったと考えられている。
玉葉和歌集は葉室光忠が後土御門天皇の命を受けて行った古典書写の一環として、文明11年（1479年）に書写され、室町将軍家が所蔵していた正本との照合作業も行った。葉室光忠が書写した本は禁裏官庫本と呼ばれ、江戸時代の寛文年間頃まで存在が確認されているが、その後の所在は不明である。宮内庁書陵部蔵吉田兼右筆本は禁裏官庫本を吉田兼右が天文19年（1550年）に書写したものであり、また宮内庁書陵部蔵飛鳥井雅章筆本は禁裏官庫本を飛鳥井雅章が明暦3年（1657年）から寛文3年（1663年）までの間に書写したものである。
飛鳥井雅章筆本、吉田兼右筆本とも、同一の禁裏官庫本を書写したものであるが、吉田兼右筆本の方が誤写や記入漏れと思われるミスが少ない善本とされており、整理、推敲の結果を踏まえた決定稿に近い形であると考えられることもあって、主に宮内庁書陵部蔵吉田兼右筆本が玉葉和歌集の底本として用いられている。